# Nicolaas Laurens Burman Eyck van Zuylichem
Nicolaas Laurens Burman Eyck tot Zuylichem (Maartensdijk, 19 augustus 1853 - 's-Gravenhage, 1 juli 1912) was van 1880-1895 burgemeester van Maartensdijk.
Eyck was de zoon van Frans Nicolaas Marius Eijck, heer van Zuylichem (1806-1876), ook burgemeester van Maartensdijk, en Anne Bregitta Story van Blokland (1819–1879). Hij en zijn tweelingzus Francina Johanna Eyck waren de jongsten van vijf kinderen. Op 10 augustus 1882 trouwde hij in Baarn met jonkvrouw Clasina Berg (1854-1931) met wie hij een zoon en een dochter kreeg. 
Eyck was een telg uit het geslacht Eyck en via een gemeenschappelijke voorvader Burman familie van de in 1874 uitgestorven tak De Rovere van Breugel. Vanaf 1777 bezat de familie het landgoed Eyckenstein in Maartensdijk. Na het overlijden van zijn verre verwante jonkvrouw Anna Maria de Rovere van Breugel (1793-1874) woonde Eyck op het nabijgelegen Rustenhoven aan de Dorpsweg 187. Rond 1885 werd aan de Maartensdijkseweg 5 voor hem het huis Rovérestein gebouwd. Rovére is oud Italiaans voor eik, zodat Rovérestein dezelfde betekenis kreeg als Landgoed Eyckenstein.